# Achyrocalyx
Achyrocalyx – rodzaj roślin z rodziny akantowatych (Acanthaceae). Obejmuje 4 gatunki występujące na Madagaskarze.

## Systematyka
Pozycja według APweb (aktualizowany system APG III z 2009)
Jeden z wielu rodzajów z podrodziny Acanthoideae Link z rodziny akantowatych (Acanthaceae) w obrębie rzędu jasnotowców (Lamiales) należącego do dwuliściennych właściwych.
Wykaz gatunków
- Achyrocalyx decaryi Benoist
- Achyrocalyx gossypinus Benoist
- Achyrocalyx pungens Benoist
- Achyrocalyx vicinus Benoist